# Robert Budzynski
Robert Budzynski (21. května 1940 Calonne-Ricouart – 17. července 2023) byl francouzský fotbalista, obránce.

## Fotbalová kariéra
Ve francouzské lize hrál za RC Lens a FC Nantes, se kterým získal dvakrát mistrovský titul. V Poháru mistrů evropských zemí nastoupil v 5 utkáních. Za reprezentaci Francie nastoupil v letech 1965–1967 v 11 utkáních. Byl členem francouzské reprezentace na Mistrovství světa ve fotbale 1966, nastoupil ve všech 3 utkáních.

## Ligová bilance
| Ročník            | Zápasy | Góly | Klub      |
| ----------------- | ------ | ---- | --------- |
| Ligue 1 1959/1960 | 29     | 1    | RC Lens   |
| Ligue 1 1961/1962 | 11     | 0    | RC Lens   |
| Ligue 1 1962/1963 | 34     | 0    | RC Lens   |
| Ligue 1 1963/1964 | 1      | 0    | RC Lens   |
| Ligue 1 1963/1964 | 22     | 0    | FC Nantes |
| Ligue 1 1964/1965 | 33     | 0    | FC Nantes |
| Ligue 1 1965/1966 | 34     | 1    | FC Nantes |
| Ligue 1 1966/1967 | 35     | 0    | FC Nantes |
| Ligue 1 1967/1968 | 35     | 1    | FC Nantes |
| Ligue 1 1968/1969 | 11     | 0    | FC Nantes |
| CELKEM Ligue 1    | 243    | 3    |           |